# تپه و محوطه مولودآباد
تپه و محوطه مولود آباد مربوط به دوره صفوی است و در شهرستان درگز، بخش مرکز ی، روستای خیرآباد واقع شده و این اثر در تاریخ ۱۰ دی ۱۳۸۱ با شمارهٔ ثبت ۶۷۱۶ به‌عنوان یکی از آثار ملی ایران به ثبت رسیده است.